# Теодеберт I
Теодеберт I или Теудеберт I (на немски: Theudebert I; на френски: Thibert, Théodebert; * 495 – 500; † 547/548) е меровингски крал на франките. Управлява от 533 до смъртта си в частта, която по-късно е наречена Австразия и резидира в Реймс.

## Биография
Той е син на Теодорих I и първата му съпруга Еостера от готски произход.
През 531 г. баща му го сгодява с Визигарда, дъщеря на лангобардския крал Вахо. През 532 г. той среща галороманката Деотерия (Деутерия), която му става конкубина и майка на единствения му син Теодебалд.
През 537/538 г. той изгонва Деотерия, поради съпротивата на франките и се жени за годеницата си Визигарда, която умира след къс брак. Той се жени отново за непозната жена. От нея или от Визигарда има дъщеря Бертоара (Berthoara).
Наследник на трона става синът му Теодебалд през 547/548 г.